# Gräsvatten
Gräsvatten är en sjö i Kungälvs kommun i Bohuslän och ingår i Göta älv-Bäveåns kustområde.